# 罚点球

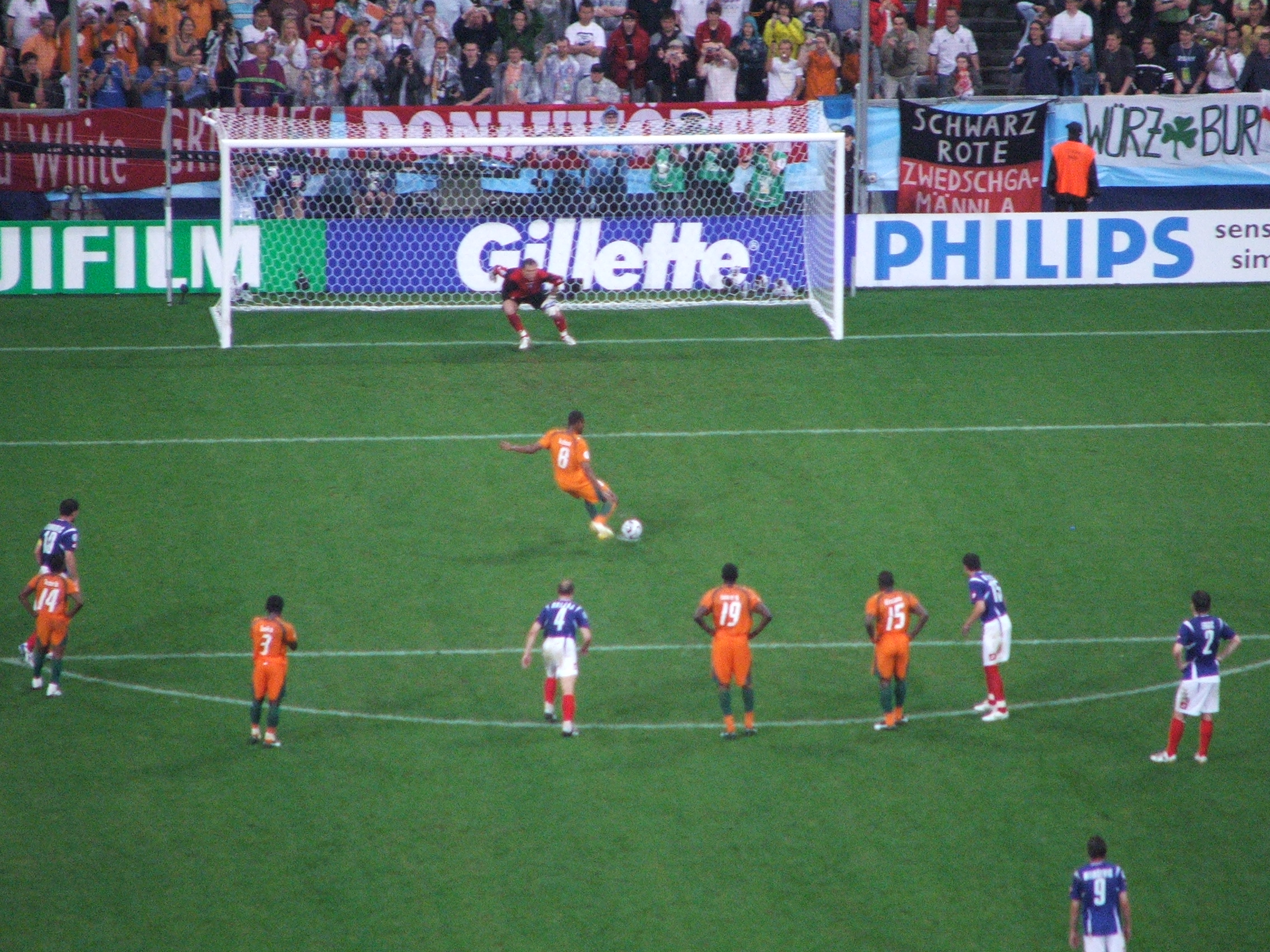
科特迪瓦對塞爾維亞在2006年世界盃足球賽的一次十二碼判罰

罚点球（英語：Penalty Kick），是足球比賽中，守方球員在己方禁区內犯規而判罰的一種定位球。由於罚点球的進球率在足球运动所有定位球判罚中最高，因此被稱為足球的極刑。
在未出現判罰十二碼的規則時，當球員在禁區內犯規，只會被罰自由球，而且可以排人牆。直到1890年由一位北愛爾蘭門將兼商人威廉·麦克拉姆提出的，他並將這個想法提交給愛爾蘭足總，最終國際足球委員會建議這個規定，幾經爭議終在1891年6月2日通過。

## 射十二碼的規則
當被罰十二碼時，皮球會放在十二碼點，守方的守門員必須站在球門線上且不能有任何動作（2005年以前守門員可以在小禁區内自由活動，2020年起門將可以稍有踏離球門線），在攻方接觸到皮球前不能離開球門線。而攻方必須確定主射十二碼的球員，主罰球員必須把球往前踢出。而當主射球員觸碰到皮球後便已當作射門，其後這名主射球員不能在其他球員觸碰到皮球前再次觸碰皮球（其他球員亦包括守門員及門框，即代表假使皮球觸碰到守門員或中框彈出主射球員亦不能自己直接再次觸碰皮球）。
除主射十二碼（攻方）队员及門將（守方）外，其他球員在主射球員接觸皮球前不准進入禁區及鵝眉月內。
如有球員進入禁區及鵝眉月內，則會依照如下方法處理：
- 守方球員進入禁區，十二碼不進：攻方重新主射
- 守方球員進入禁區，十二碼進：計算為有效進球
- 攻方球員進入禁區，十二碼不進：計算為不進球。并根据点球罚出后情况，若守方失去球权，判間接任意球予守方；若球直接出底线，判球门球；若守方有球权，可示意比赛继续
- 攻方球員進入禁區，十二碼進：攻方重新主射
- 双方球员均进入禁区，无论点球是否罚进，均判重新主罚

## 十二碼帶出的問題
由於在比賽中獲得十二碼是一種容易取得進球的方法，因此近年開始有不少球員以假裝被對手侵犯來希望獲取十二碼，這種行為稱為插水，一般被認為是欠缺體育精神的行為，而如果裁判認為攻方球員蓄意在守方禁區內摔倒來騙取十二碼，裁判會吹罰這名球員且給予黃牌警告，並給予守方任意球。

## 外部連結
- 國際足聯有關十二碼歷史的文章 （页面存档备份，存于）（英文）